# Вознесенский собор (Кашин)
Вознесенский собор — православный храм в городе Кашине Тверской области. Относится к Кашинскому благочинию Тверской епархии РПЦ.

## История
Строительство каменного Вознесенского собора было начато в 1799 году. По проекту 1849 года архитектора И. Ф. Львова была построена колокольня.
В 1857—1860 годах собор был расширен на деньги купца Н. В. Терликова. В 1867—1870 годах храм был дополнительно доработан на средства купцов Н. В. Терликова и Долгутиных — «приведен в настоящий вид».
В 1929 году с куполов были сняты кресты, внутри церкви разобрали иконостас. В 1962 году в здании разместился мебельный склад Кашинторга и подростково-молодёжный клуб.
В 1993 году после ремонта церковь была возвращена Русской православной церкви.

## Приделы
Основной придел в холодной церкви посвящён празднику Вознесения Господня. В тёплой трапезной церкви два придела: в честь Воздвижения креста Господня и святой мученицы Параскевы.

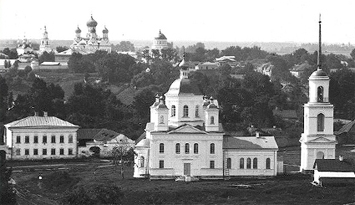
Вознесенский собор. 1909 год

## Святыни
В церкви хранятся мощи святой Анны Кашинской.